# Kanaș
Kanash (ru. Канаш) este un oraș din Republica Autonomă Ciuvașă, Federația Rusă, cu o populație de 50.593 locuitori.